# هاواي (فلم 1966)
هاواي (بالإنجليزية: Hawaii) هو فيلم درامي ملحمي أمريكي عام 1966، من إخراج جورج هيل، تم تصويره في قرية ستوربريدج القديمة في ماساتشوستس، وعلى جزيرتي كاواي وأواهو في هاواي، مقتبس من رواية تحمل نفس الاسم عام 1959 لجيمس ميشنر.

## طاقم التمثيل
- جولي آندروز
- ماكس فون سيدو
- ريتشارد هاريس
- جين هاكمان
- كارول أوكونور
- جوسلين لاغارد
- مانو توبو
- تيد نوبريغا
- إليزابيث لوغ
- جون كولوم
- جورج روز
- لو أنطونيو
- تورين تاتشر
- مايكل كونستانتين
- مالكولم أتيربوري
- ديان شيري
- لوكيلاني شيكاريل
- روبرت أوكلي
- هنريك فون سيدو
- كلايس فون سيدو
- برتيل فيريفيلت

## أنظر أيضا
- كابو
- هاواي القديمة

## روابط خارجية
- مقالات تستعمل روابط فنية بلا صلة مع ويكي بيانات